# Alan De Luca
Alan De Luca, pseudonimo di Michele De Luca (Napoli, 29 ottobre 1955), è un attore, comico, trasformista, conduttore televisivo e disc jockey italiano.

## Carriera

### Gli inizi
Inizia la carriera come DJ in varie radio napoletane, tra cui Radio Kiss Kiss e radio Marte. Vince due concorsi nazionali come speaker deejay, con novella 2000 ed Eva express. Dopo alcune esperienze come animatore, si trasferisce a Roma e più volte è ospite al Maurizio Costanzo Show. Nel 1990 conduce il programma Caccia al biglietto insieme ad Alessandra Canale su RAI 1 ed è ospite di Stasera mi butto su RAI 2 e nel 1990 con Pippo Baudo su Rai uno nel programma GRAN PREMIO.

### L'incontro con Lino D'Angiò
La svolta della carriera avviene nei primi anni novanta, quando viene invitato a condurre la trasmissione Fischia la notizia sull'emittente Napoli Canale 21. In quella occasione contatta per la prima volta l'imitatore e comico Lino D'Angiò, che lo affianca nel suo nuovo lavoro televisivo.
Nel 1996 pensa con lo stesso D'Angiò la trasmissione che poi gli dà un'elevata notorietà: TeleGaribaldi su Teleoggi-Canale 9), il programma più seguito in tutta la Campania nella fine degli anni '90.
Dopo due anni di picchi degli ascolti e aver fatto per due anni di fila il "tutto esaurito" a teatro con i loro spettacoli Natale in casa Bassolindo e Spasso dopo spasso in casa Bassolindo, la coppia (dopo una partecipazione al programma comico di Rai 2 La posta del cuore con Sabina Guzzanti) si trasferisce su Telenapoli 34 per condurre stavolta Avanzi popolo! per due stagioni (1999-2000).
È stato regista, sceneggiatore e attore, sempre in coppia con Lino D'Angiò, nel film Non lo sappiamo ancora del 1999, prodotto da Rodeo Drive in collaborazione con la Rai.

### La rottura con D'Angiò
Nella primavera del 2000 si rompe il sodalizio con Lino D'Angiò (la separazione artistica durerà otto anni), e Alan De Luca per vari anni ha partecipato come presentatore ad altri programmi televisivi, tra cui la quinta stagione di TeleGaribaldi (solo per alcuni mesi), il Maradona Show, presentato con Alessandro Siani, e Licola dei Famosi, questi ultimi in onda su Telecapri.

### Il ritorno della coppia D'Angiò-De Luca

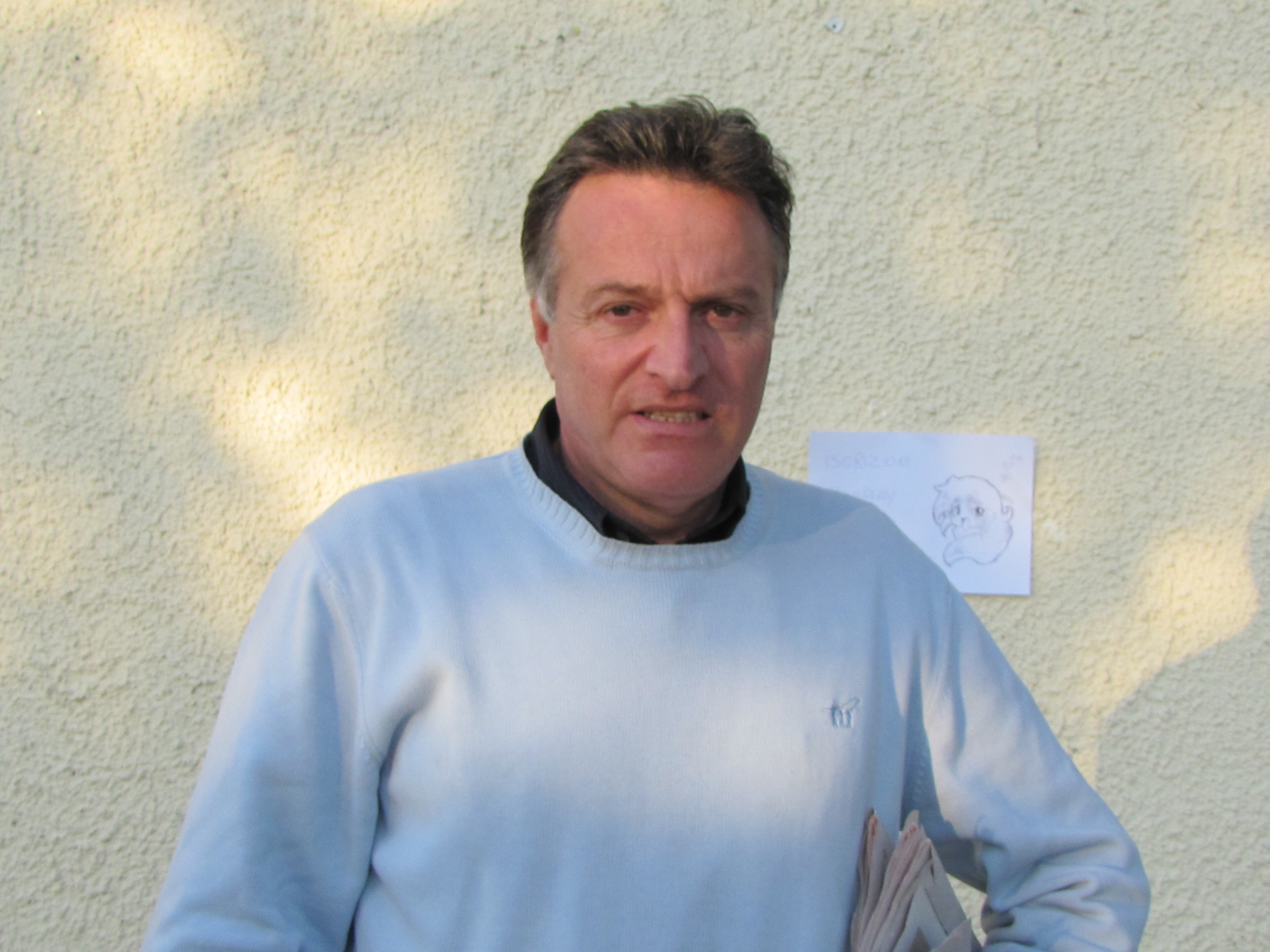
Alan De Luca nel 2010

Dalla fine del 2008 a maggio 2009 ha condotto di nuovo TeleGaribaldi (denominata TeleGaribaldi Celebration), ancora insieme con Lino D'Angiò.
Nel 2017 la coppia D'Angiò-De Luca conduce su un'emittente locale, PiùEnne, un programma simile a Telegaribaldi intitolato Made in China, che nel 2018 è andato in onda su Canale 8.
 Nel 2020 la coppia comica ha condotto un altro programma, Koprifuoco, (titolo ovviamente allusivo alla Pandemia di COVID-19) su Canale 21. I due attori hanno inoltre, nel corso degli anni, proseguito l'attività teatrale con vari spettacoli, tra cui "...E che teatro!" e "Lezioni di napoletanità".

## Cinema e televisione
Nel 1999 Per la regia di Antonio Capuano in Polvere di Napoli con Silvio Orlando.
Nel 2000 Non lo sappiamo ancora il film che lo vede attore interprete e regista con Lino D’Angiò.
Nel 2015 per la regia di Guido Lombardi è attore in Take five al cinema.
Nel 2016 per la regia di Maurizio Zaccaria e con Sergio Castellitto in Il sindaco pescatore su Rai 1”.
Nel 2018 è tra i protagonisti di San Valentino Stories al cinema.

## I personaggi interpretati da Alan De Luca
Nel corso della sua carriera, Alan De Luca ha interpretato numerosi personaggi, alcuni molto noti come l'impresario Aniello Guardascione, il professor Pacifico Cirillo, il cantante neomelodico Ciruzzo Tozzi; oltre ad essi si ricordano il tifoso del Napoli Borghetti (De Luca è un gran tifoso del Napoli), il napoletano ritiratosi in Tibet don Vincenzo, il giornalista Fiorazzo, Stanlio e Ollio (in coppia con Angelo Di Gennaro), lo scrittore-poeta-chansonier-camorrista Mauro Califano, il signor Ruocco (in coppia con Genny Ruocco che ne interpreta il figlio), il proprietario di un camping di Licola Michele Pezzella.